# Bateria de Santa Cruz
A Bateria de Santa Cruz localizava-se no ancoradouro, na cidade baixa de Salvador, no litoral do estado da Bahia, no Brasil.

## História
Em 1549, com a chegada do governador-geral Tomé de Sousa (1549-1553), foram construídos dois baluartes (ou baterias) de faxina (madeira, posteriormente taipa, cf. BARRETTO, 1958:166) no porto de Salvador, com risco do "Mestre de pedraria" Luís Dias. Tinham a função de defesa do ancoradouro da nova Capital (SOUZA, 1885:91). A sua construção foi assim descrita:
"(…) ordenou [Tomé de Sousa] de cercar esta cidade de muros de taipa grossa, o que fez com muita brevidade com dois baluartes ao longo do mar, e quatro da banda de terra, e em cada um deles assentou muita e formosa artilharia, que para isso levava, com o que a cidade ficou muito bem fortificada para se segurarem do gentio, (…)." (in: Collecção de notícias para a história e geografia das nações. Lisboa: Academia Real das Sciências, 1825. t. 3, parte I, p. 98. O trecho é retirado do "Tratado Descritivo do Brasil", de Gabriel Soares de Sousa.)
Um deles foi erguido sobre um rochedo na Ribeira do Góis (Bateria da Ribeira), e o outro, que lhe era vizinho na atual praia da Preguiça, foi denominado de Bateria de Santa Cruz (BARRETTO, 1958:166).